# Rastapopoulos
Rastapopoulos és un personatge de ficció de còmic de Les aventures de Tintín, del dibuixant belga Hergé. És un malvat empresari que participa en negocis il·legals i és considerat l'antagonista principal de les aventures tintinaires. Sempre té com a objectiu impedir que en Tintín resolgui els problemes o aconsegueixi els seus objectius. Es dedica a diverses activitats: és productor de cinema, patró de vaixell i director d'una cadena de televisió i d'una companyia aèria. També és traficant d'armes, de drogues i d'esclaus.
Apareix per primera vegada a Els cigars del faraó, publicat originalment serialitzada a Le Petit Vingtième. La seva primera aparició va tenir lloc el 29 de desembre de 1932, sent el primer personatge recurrent en aparèixer a part de Tintín i Milú, una pàgina abans que Dupond i Dupont. Posteriorment apareix a El Lotus Blau, continuacio de la història anterior, Stoc de coc, Vol 714 a Sidney, Tintín i el llac dels taurons i també apareixia a la inacabada Tintín i l'Art Alfa.